# تی‌اای-۱۴۵۲ بی
تی‌اُآی-۱۴۵۲ بی (به انگلیسی: TOI-1452 b) یک سیاره ابرزمین تأیید شده، احتمالاً یک دنیای اقیانوسی است (همهٔ سطح آن را آب پوشانده‌است) که به دور ستارهٔ کوتوله قرمز تی‌اُآی-۱۴۵۲ (TOI-1452) در فاصلهٔ ۱۰۰ سال نوری از منظومه خورشیدی می‌چرخد.

## کشف
این سیاره فراخورشیدی را یک تیم بین‌المللی به رهبری دانشگاه مونترال با استفاده از داده‌های ماهواره نقشه‌بردار فراخورشیدی گذران (TESS) ناسا کشف کردند. کشف این دنیای اقیانوسی اولین بار در ژوئن ۲۰۲۲ صورت گرفت. 
تی‌اُآی-۱۴۵۲ بی‌ حدود ۷۰ درصد از زمین بزرگ‌تر است و تقریباً پنج برابر آن جرم دارد. این نشان می‌دهد که چگالی آن از زمین کم‌تر است، در زمین فلز و سنگ ۹۹ درصد جرم سیاره را تشکیل می‌دهند و آب تنها ۱ درصد جرم آن است.